# Leandro Grass
Leandro Antonio Grass Peixoto (Brasília, 15 de junho de 1985) é um professor e político brasileiro e atual presidente do Instituto do Patrimônio Histórico e Artístico Nacional (IPHAN).
Filiado ao Partido dos Trabalhadores (PT), foi deputado distrital no período 2019-2022 e foi candidato a governador do DF pela Federação Brasil da Esperança nas eleições de 2022, tendo sido derrotado em primeiro turno pelo governador Ibaneis Rocha (MDB).

## Biografia
Grass concluiu bacharelado em sociologia e licenciatura em ciências sociais pela Universidade de Brasília (UnB). Mais tarde, obteve mestrado em Desenvolvimento Sustentável pelo Centro de Desenvolvimento Sustentável da UnB. Da Organização dos Estados Ibero-americanos (OEI), possui formação em gestão cultural.
Grass trabalhou como professor universitário e pesquisador nas áreas de sociologia do desenvolvimento, políticas públicas, participação social, entre outros.

## Carreira política

### Câmara Legislativa do Distrito Federal
Na eleição de 2018, Grass foi eleito logo na sua primeira disputa a uma cadeira na Câmara Legislativa do Distrito Federal, com 6.578 votos. Foi o primeiro deputado distrital da Rede, em uma campanha realizada em boa parte pela internet, ao custo declarado de R$ 30,7 mil. Na eleição presidencial do mesmo ano, apoiou Marina Silva.

#### Leis como autor
Como deputado distrital, Grass foi autor da Lei 6.282/2019, que destina carro exclusivo para mulheres no BRT Sul do DF, a Lei 6.322/2019, que substitui as sacolas plásticas pelas biodegradáveis, a Lei 6.366/2019, que permitiu a permanência de acompanhantes a pacientes internados nas UTIs, e a Lei 6.364/2019, que dispõe sobre a utilização e proteção da vegetação nativa do Bioma Cerrado.
Em março de 2020, Grass protocolou na Câmara dos Deputados um pedido de impeachment contra Jair Bolsonaro, presidente da República. Grass embasou sua solicitação nos constantes ataques de Bolsonaro contra a imprensa e aos poderes Legislativo e Judiciário, bem como por contrariar as orientações do Ministério da Saúde e da Organização Mundial da Saúde (OMS) no combate à pandemia de COVID-19. Em abril, incluiu em sua peça as acusações realizadas por Sergio Moro.

### Candidatura ao governo do Distrito Federal
Grass ingressou no Partido Verde (PV) em fevereiro de 2022 como pré-candidato ao GDF. O partido oficializou sua candidatura em convenção, no dia 24 de julho de 2022.
Grass foi o candidato da Federação Brasil da Esperança, formada pelo Partido dos Trabalhadores (PT) e Partido Comunista do Brasil (PCdoB), além do PV. Recebeu 434.587 votos, o que representa 26,25% dos votos válidos. Terminou em segundo lugar, sendo derrotado pelo governador Ibaneis Rocha (MDB), que recebeu 50,30% dos votos válidos.

### Presidência do IPHAN
Em janeiro de 2023, Grass foi indicado pela Ministra da Cultura, Margareth Menezes, para a presidência do Instituto do Patrimônio Histórico e Artístico Nacional (IPHAN), autarquia responsável pela preservação e divulgação do patrimônio material e imaterial do Brasil. Em nota, informou que uma de suas prioridades seria “recuperar as obras, os monumentos e o que mais houver de dano causado pelos atos terroristas desse domingo [8/1]”, referindo-se às invasões bolsonaristas na Praça dos Três Poderes, que destruíram diversas obras de valor histórico material e imaterial de artistas como Marianne Peretti, Di Cavalcanti e Alfredo Ceschiatti, causando prejuízos imensuráveis à história e à cultura brasileiras.